# رادرفوردیم-۲۶۱
رادرفوردیم-۲۶۱ یکی از ایزوتوپ‌های رادرفوردیم است که نیمه عمر آن معادل ۶۸ ثانیه تخمین زده شده‌است و معمولاً با واپاشی آلفا تجزیه می‌شود اما واپاشی آن با شکافت خود به خودی و واپاشی بتا نیز رصد شده‌است.
در سال ۱۹۶۹ یک گروه در دانشگاه کالیفرنیا که توسط آلبرت گیورسو هدایت می‌شد، تلاش کرد که کوریم (۲۴۸Cm) و اکسیژن (۱۶O) را ترکیب کنند و رادرفوردیم-۲۶۱ همان‌طور که در واکنش زیر می‌بینید محصول واپاشی یک ایزوتوپ سنگین تر از رادرفوردیم، به نام رادرفوردیم-۲۶۶ می‌باشد.
{\displaystyle \mathrm {^{248}_{96}Cm+_{8}^{16}O\rightarrow _{104}^{266}Rf^{*}\rightarrow _{104}^{261}Rf+5_{0}^{1}n} }